# Liste des gouverneurs du Nevada
Cet article dresse la liste des gouverneurs de l'État américain du Nevada. L'occupant actuel de la fonction est Joe Lombardo, membre du Parti républicain, depuis le 2 janvier 2023.

## Liste des gouverneurs

### Territoire du Nevada
| Nom          | Parti | Parti       | Mandat    |
| ------------ | ----- | ----------- | --------- |
| James W. Nye |       | Républicain | 1861–1864 |

### État du Nevada
| No | Nom                  | Parti | Parti            | Mandat                   |
| -- | -------------------- | ----- | ---------------- | ------------------------ |
| 1  | Henry Blasdel        |       | Républicain      | 1864–1871                |
| 2  | Lewis R. Bradley     |       | Démocrate        | 1871–1879                |
| 3  | John Kinkead         |       | Républicain      | 1879–1883                |
| 4  | Jewett W. Adams      |       | Démocrate        | 1883–1887                |
| 5  | Charles C. Stevenson |       | Républicain      | 1887–1890                |
| 6  | Frank Bell           |       | Républicain      | 1890–1891                |
| 7  | Roswell K. Colcord   |       | Républicain      | 1891–1895                |
| 8  | John E. Jones        |       | Silver           | 1895–1896                |
| 9  | Reinhold Sadler      |       | Silver           | 1896–1903                |
| 10 | John Sparks          |       | Silver-démocrate | 1903–1908                |
| 11 | Denver S. Dickerson  |       | Silver-démocrate | 1908–1911                |
| 12 | Tasker L. Oddie      |       | Républicain      | 1911–1915                |
| 13 | Emmet D. Boyle       |       | Démocrate        | 1915–1923                |
| 14 | James G. Scrugham    |       | Démocrate        | 1923–1927                |
| 15 | Fred B. Balzar       |       | Républicain      | 1927–1934                |
| 16 | Morley Griswold      |       | Républicain      | 1934–1935                |
| 17 | Richard Kirman, Sr.  |       | Démocrate        | 1935–1939                |
| 18 | Edward P. Carville   |       | Démocrate        | 1939–1945                |
| 19 | Vail M. Pittman      |       | Démocrate        | 1945–1951                |
| 20 | Charles H. Russell   |       | Républicain      | 1951–1959                |
| 21 | Grant Sawyer         |       | Démocrate        | 1959–1967                |
| 22 | Paul Laxalt          |       | Républicain      | 1967–1971                |
| 23 | Michael O'Callaghan  |       | Démocrate        | 1971–1979                |
| 24 | Robert List          |       | Républicain      | 1979–1983                |
| 25 | Richard Hudson Bryan |       | Démocrate        | 1983–1989                |
| 26 | Bob Miller           |       | Démocrate        | 1989–1999                |
| 27 | Kenny Guinn          |       | Républicain      | 1999–2007                |
| 28 | Jim Gibbons          |       | Républicain      | 2007–2011                |
| 29 | Brian Sandoval       |       | Républicain      | 2011–2019                |
| 30 | Steve Sisolak        |       | Démocrate        | 2019–2023                |
| 31 | Joe Lombardo         |       | Républicain      | Depuis le 2 janvier 2023 |